# Zjednoczenie Korei

Flaga Zjednoczenia, używana przez sportowców z obydwu Korei w niektórych wydarzeniach sportowych w dekadach od 1990. do 2010.

Zjednoczenie Korei – potencjalne zjednoczenie Korei Północnej i Korei Południowej w jedno suwerenne państwo koreańskie.
Przed I wojną światową i kolonizacją Korei przez Japonię (1910–1945) cała Korea była przez stulecia zjednoczona jako jedno państwo, zwłaszcza pod rządami dynastii Goryeo i Joseon. Po zakończeniu II wojny światowej w 1945 r., na początku zimnej wojny, Korea odzyskała niepodległość i miała tymczasowy, zjednoczony rząd, Koreańską Republikę Ludową. Na terytorium Korei jednak, opuszczonej przez wojska i administrację japońską, wkroczyły wojska ZSRR (od północy) i USA (od południa). Wkrótce, jej północna część była administrowana  przez Związek Radziecki, a później przez Partię Pracy Korei pod przywództwem Kim Il Sunga, podczas gdy część południowa była kontrolowana przez Stany Zjednoczone, a później uzyskała niepodległość pod rządami Syngmana Rhee. W ten sposób Korea została podzielona na dwa kraje wzdłuż 38. równoleżnika (obecnie koreańska strefa zdemilitaryzowana). Oba rządy dwóch nowych państw koreańskich twierdziły, że są jedynym prawowitym rządem całej Korei. 

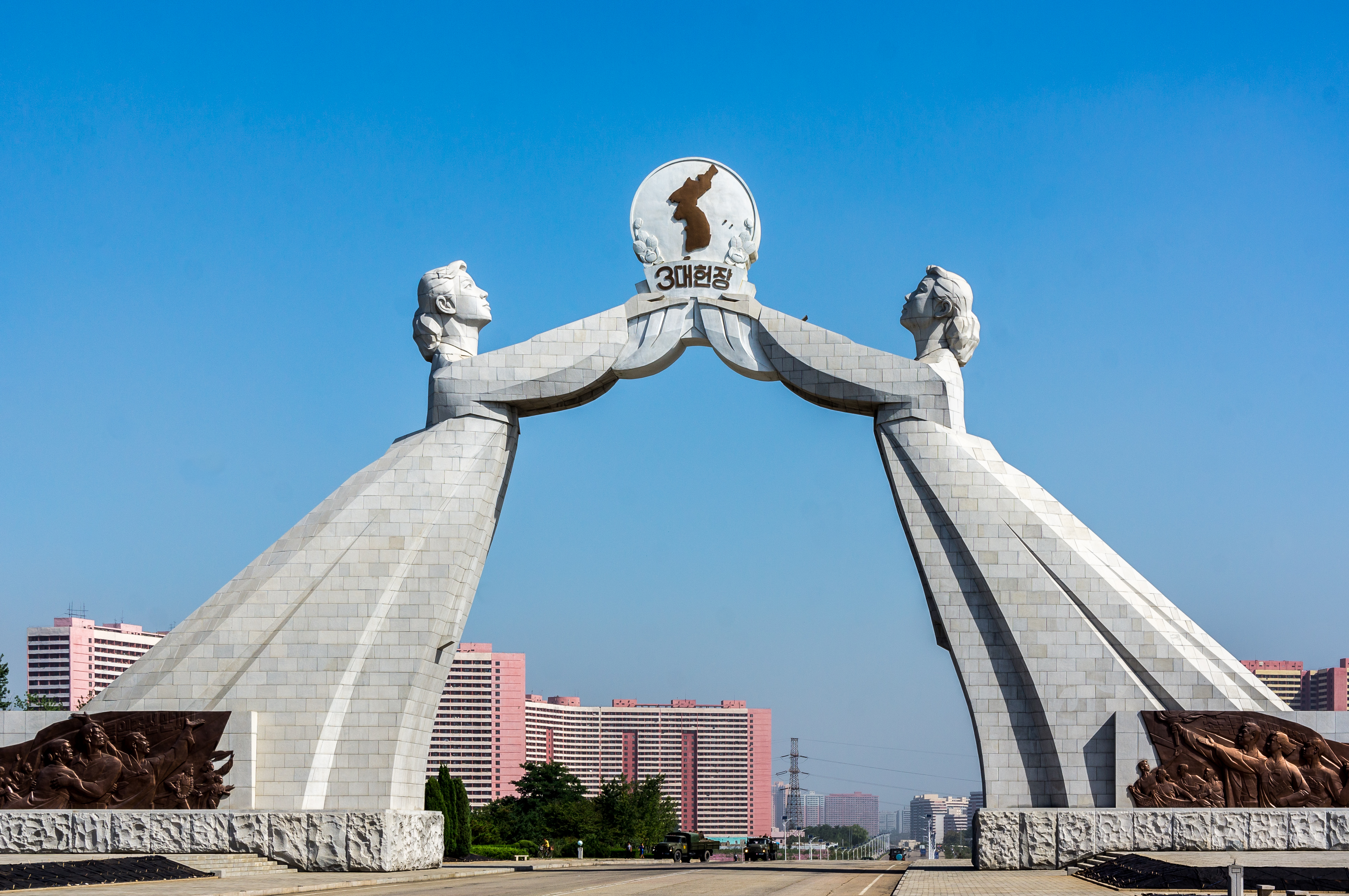
Łuk Zjednoczenia w stolicy Korei Północnej, odsłonięty w 2001 r. i zburzony w 2024 r.

Wojna koreańska, która rozpoczęła się w czerwcu 1950 r., zakończyła się impasem w lipcu 1953 r. Nawet po jej zakończeniu zjednoczenie okazało się wyzwaniem, ponieważ oba kraje w stałym tempie coraz bardziej się od siebie oddalały. Stosunki między Koreą Północną a Koreą Południową od czasu wojny są dość chłodne, aczkolwiek niekiedy dochodzi do ociepleń, w tym deklaracji na temat zjednoczenia (np. tzw. Trzypunktowa Karta Zjednoczenia Narodowego ze Wspólnego Oświadczenia Południe – Północ z 4 lipca z 1972 r.). Okres ocieplenia relacji przypadł zwłaszcza na okres końca XX wieku do ok. 2010 roku, kiedy Korea Południowa realizowała tak zwaną słoneczną politykę zakładającą przyjazne zaangażowanie z Północą. W jej ramach w 2000 r. miała miejsce Wspólna Deklaracja Północ-Południe z 15 czerwca, w której rządy obydwu Korei wyraziły poparcie dla idei zjednoczenia półwyspu. Po 2010 roku stosunki ponownie uległy pogorszeniu. W styczniu 2024 r. przywódca Korei Północnej Kim Dzong Un oficjalnie skrytykował możliwość zjednoczenia i zlecił zburzenie symbolicznego Łuku Zjednoczenia w Pjongjangu.
Od czasu formalnego zakończenia wojny koreańskiej w 1953 r. obie Koree nie podpisały traktatu pokojowego, a więc do dziś oficjalnie są w stanie wojny.
Przeszkodą w ponownym zjednoczeniu może być także obawa samych Koreańczyków przed potencjalnymi problemami, jakie mogą z tego wyniknąć. Obie Koree rozwijają się niezależnie, toteż ich gospodarka znajduje się na innym poziomie. W porównaniu do ponownego zjednoczenia Niemiec zauważyć należy, że gospodarka Korei Północnej jest na znacznie gorszym poziomie rozwoju niż gospodarka wschodnioniemiecka w momencie zjednoczenia Niemiec. Ponadto, uważa się, że ludność totalitarnej Korei Północnej jest znacznie bardziej odrębna kulturowo i izolowana niż populacja NRD pod koniec lat 80. XX wieku (patrz np. Media w Korei Północnej). Niemcy zostały ponownie zjednoczone po 44 latach; Koree są podzielone już ponad osiem dekad.